# Phyllanthus blanchetianus
Phyllanthus blanchetianus är en emblikaväxtart som beskrevs av Johannes Müller Argoviensis. Phyllanthus blanchetianus ingår i släktet Phyllanthus och familjen emblikaväxter. Inga underarter finns listade i Catalogue of Life.